# 9921 Rubincam
9921 Rubincam è un asteroide della fascia principale. Scoperto nel 1981, presenta un'orbita caratterizzata da un semiasse maggiore pari a 2,3762349 UA e da un'eccentricità di 0,0595180, inclinata di 2,40033° rispetto all'eclittica.